# 玄壇真君

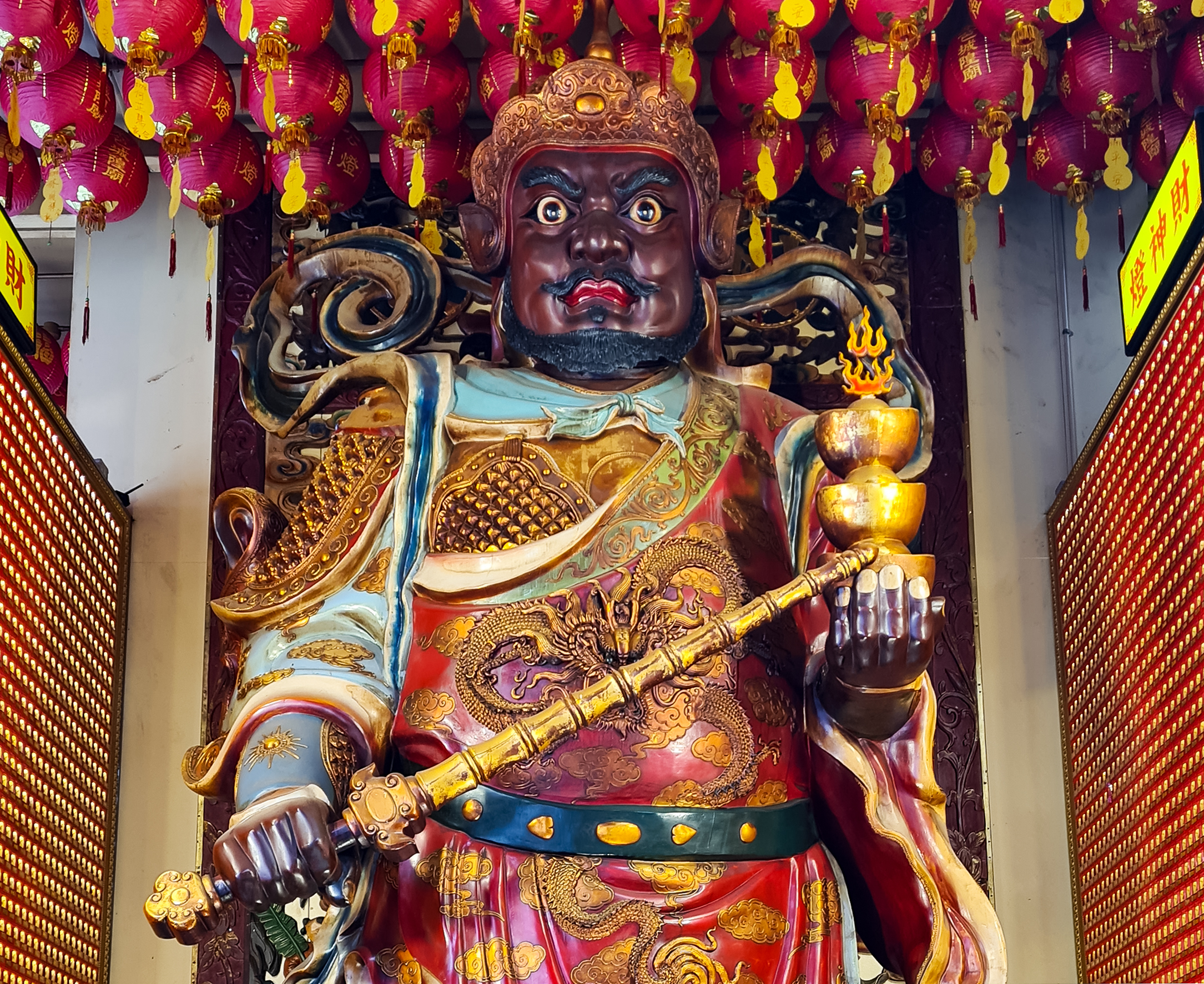
新加坡韮菜芭城隍庙的财神趙公明形象

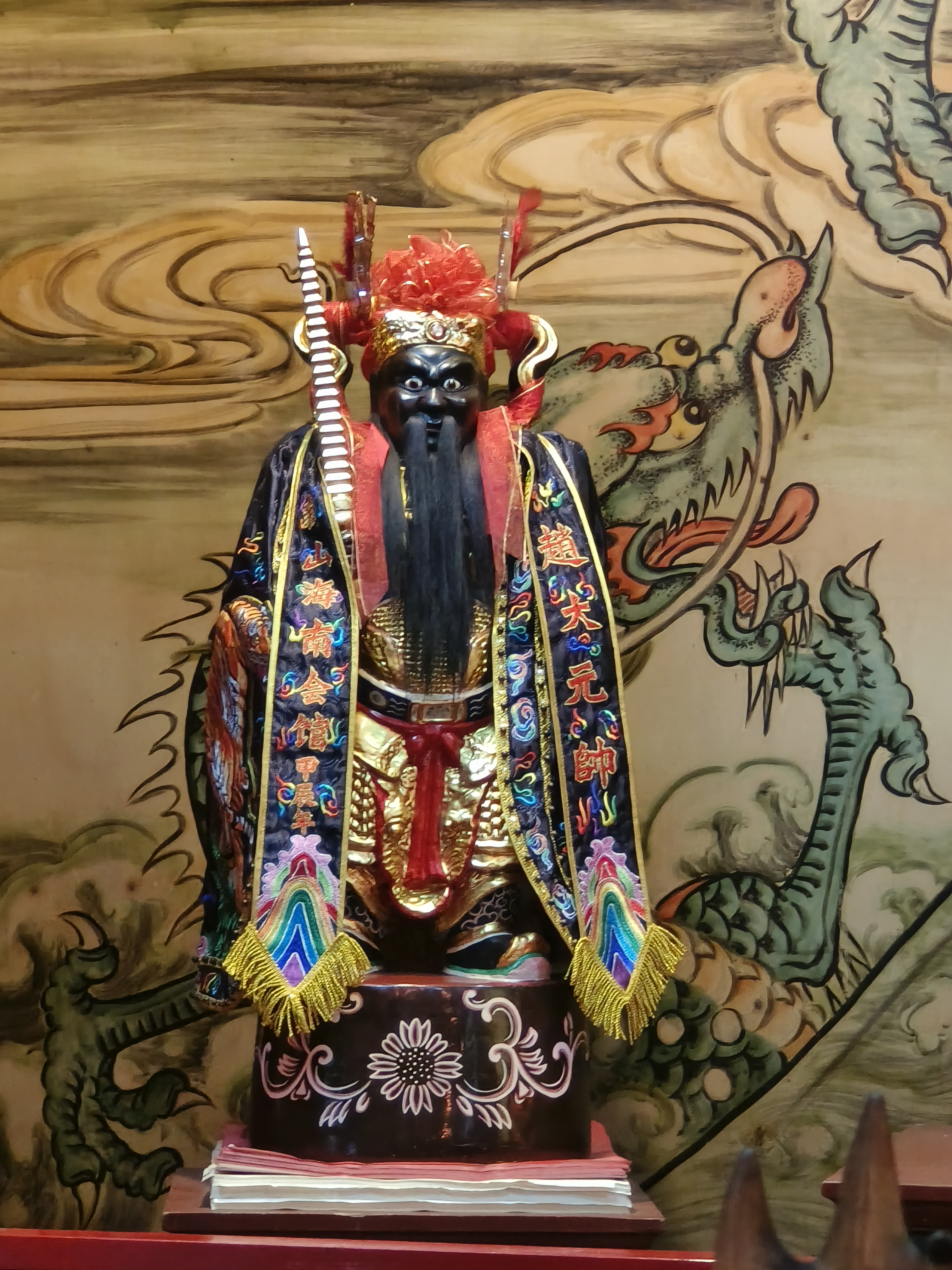
柔佛古庙内供奉的赵元帅。

玄壇真君，全稱上清如意金輪院正一玄壇趙元帥，姓赵，名朗或玄朗:4-6，字公明，終南山人，民間俗稱玄壇元帥、趙玄壇、趙光明、赵公元帅、黑虎玄坛，是中国道教和民间的一位神祗。最初为道教护法神，隋唐之后奉为瘟神，元明之后逐渐演变为财神:3。

## 形象
趙公明形象为黑脸有鬍鬚，骑黑虎，全身戎装，頭戴鐵冠，一手執鐵鞭。作为道教护法神的形象时，另一手持金轮；作为财神形象则另一手拿元宝:3-4。

## 护法神

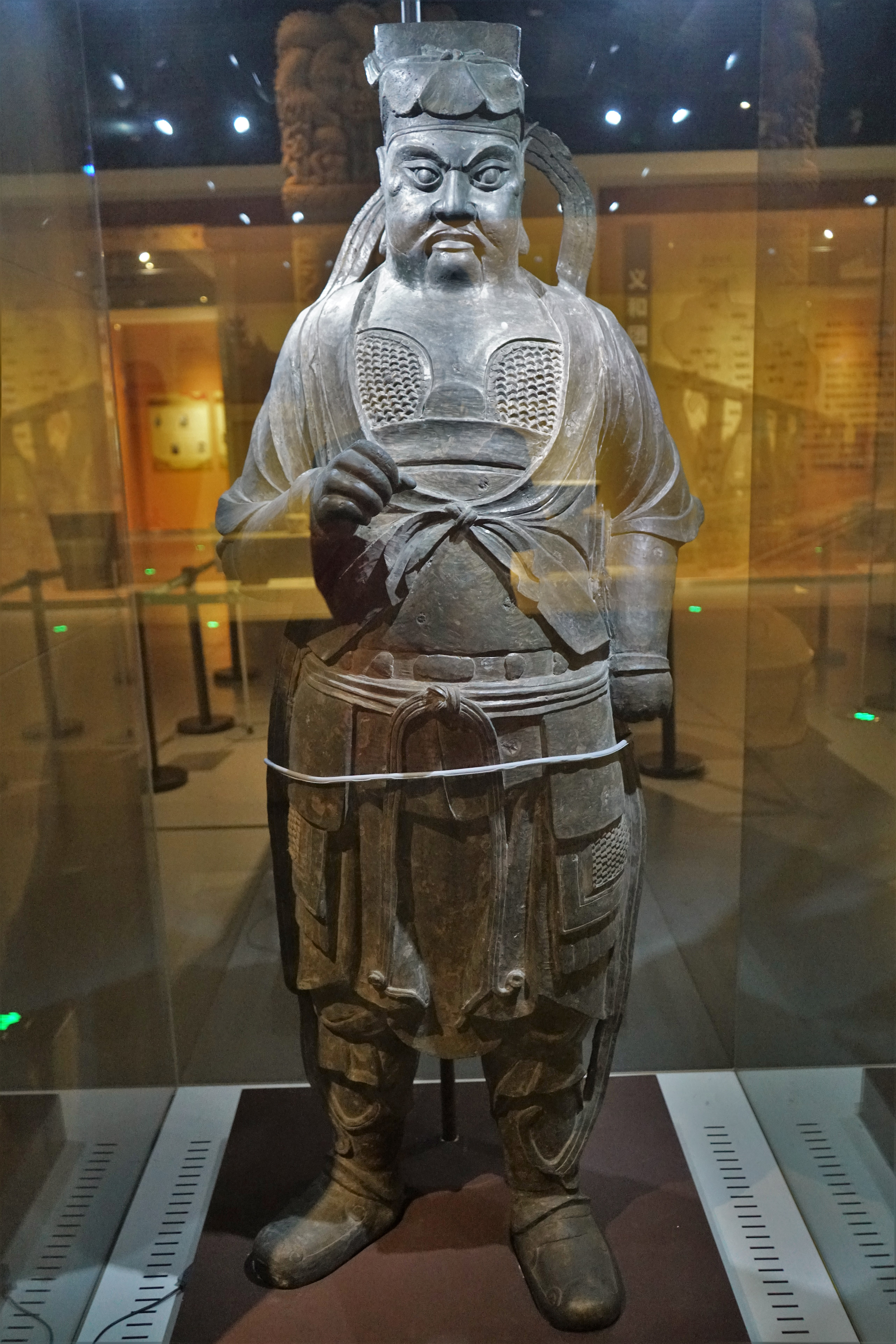
明代赵公明铜护法像

据说在终南山跟随张道陵修道，因看守丹炉有功而被封为正一玄坛元帅，为雷部元帅之一，职能是收妖捉鬼，以他为主将的法事称为金轮如意大法:3。

## 瘟神
據《三教搜神大全》卷四记载，趙公明为五瘟神之一的秋瘟，隋唐时期每年五月五日祭祀五瘟神，后被匡阜真人收为部将。

## 吉神

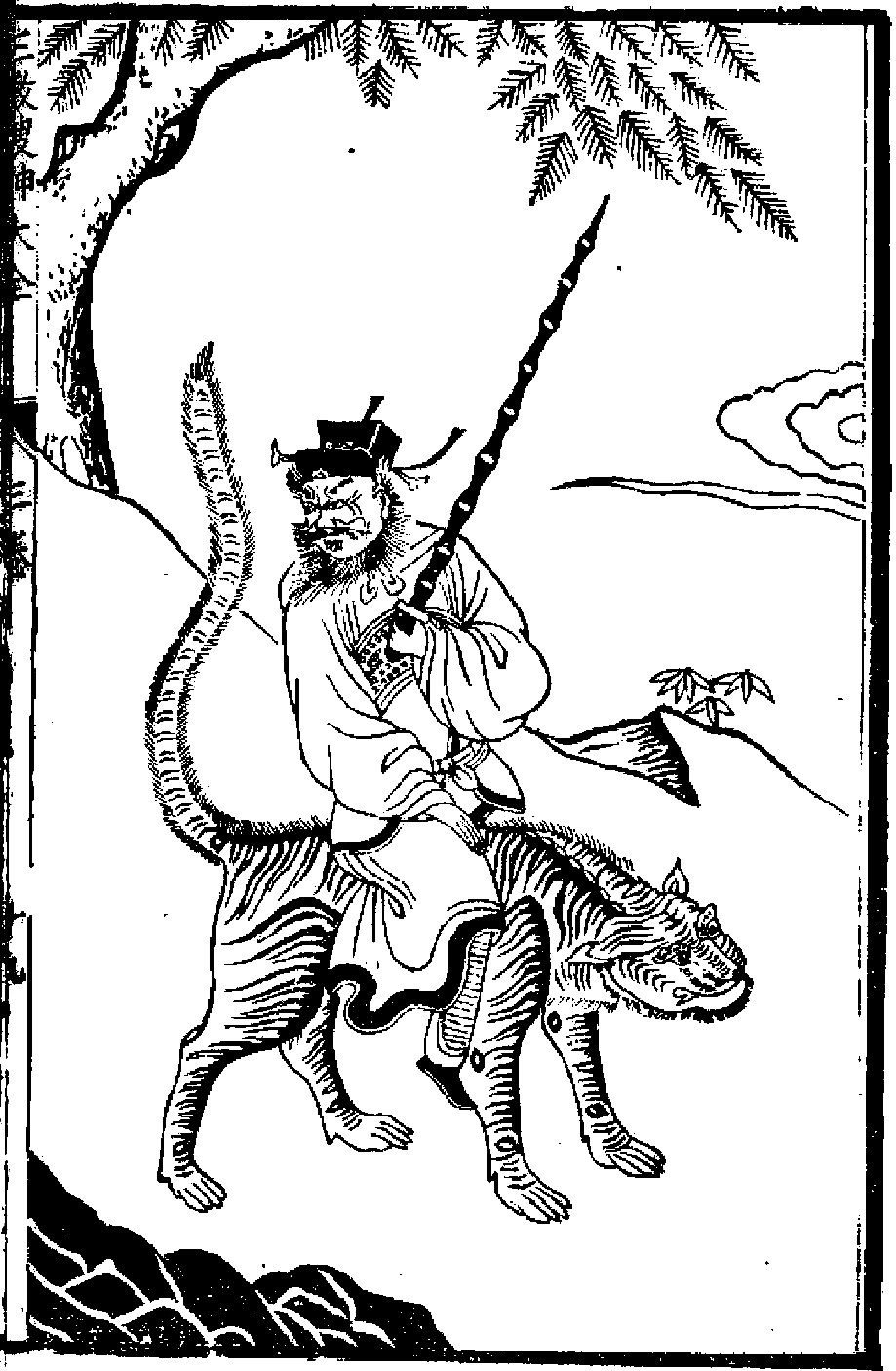
《三教搜神大全》中的趙公明形象

據《三教搜神大全》卷三记载，趙公明秦时在終南山修道功成被玉帝封为神霄副帥，帅府在太華西臺，“奉天門之令，策役三界，巡察五方，提點九州，為直殿大將軍，北極侍御史”。汉朝时张道陵修鍊大丹，因其威猛，被玉帝封为正一玄壇元帥前去守护。张道陵功成升天后，趙公明负责对世间的赏善罚恶。部下有八王猛將者，以應八卦；六毒大神，以應天煞、地煞、年煞、月煞、日煞和時煞；有五方雷神，五方猖兵，以應五行；二十八將，以應二十八宿；天和地合二將，以象天門地戶之闔闢；水火二營將，以象春生秋煞之往來。能够“驅雷役電，致雨呼風，除殟剪祟，保病禳災”。
其封号全称是“高上神霄玉府大都督、五方之巡查使、九州社令都大提点、直殿大将军、主领雷霆副元帅、北极侍御史、三界大都督、应元昭烈侯、掌士定命帐设使、二十八宿都总管、上清正一玄坛黑虎金轮执法赵元帅”。
元明之时，又有说趙公明为日精之一，后羿射落九日之后，化为九鸟落于青城山，其中八鸟变成鬼王，唯独趙公明变为人在山中修炼道术。张道陵在青城山炼丹时收其护卫丹室。丹成后张道陵让他吃了几粒丹，遂能变化无方，且形似张道陵，于是张道陵命其永镇玄坛，号“玄坛元帅”。:6

## 财神
宋代以前赵公明职能以瘟神为主，元代刻版的《搜神广记》开始称赵公明“买卖求财，公能使之宜利合和”。元代时上海嘉定就有元坛祠祭祀赵公明。明代小说《封神演义》中峨眉山道人赵公明死后被姜子牙封为玄坛真君，手下又有招财、纳珍、招宝、利市四名司财部下，进一步确立了赵公明的财神地位，玄坛庙在江浙一带的商业城市大量出现。:3-7
明朝王鏊《姑蘇志》中又记载苏州玄坛庙中祀奉的玄坛神赵公明为三国时期蜀国将领赵云的兄弟。

## 银钱业祖师爷
清朝时的银钱业多奉赵公明为祖师爷。宁波钱庄在正月初五会拜祭赵公明。南昌各家钱庄都会设置神龛供奉赵公明和招财童子，每日早晚敬香，朔望点蜡烛，并在神龛前悬挂一盏油灯，名为长明灯，日夜不熄。:9

## 趙玄朗
《宋史·礼志七》记载，宋真宗在大中祥符五年（1012年）十月，对宰相王旦等说他梦见了玉皇令赵氏祖先授予他天书，赵氏祖先自称是人皇九人中一人，曾转世为轩辕黃帝，后唐时，奉玉帝之命，七月一日降世，主赵氏之族，总治下界，名曰“九天司命保生天尊”赵玄朗。同年闰十月，宋真宗追尊趙玄朗为“上灵高道九天司命保生天尊大帝”，庙号“圣祖”，趙玄朗之妻追尊元天大聖后。在宋朝，“玄”、“朗”二字須避讳。元、明以后，趙玄朗逐渐演化成玄壇真君（即赵朗、赵公明）。

## 风俗
明代时西亚与中国商贸往来频繁，这些信仰伊斯兰教的西亚商人被称为“回回”，开始出现赵公明是回族的说法，在北京、江苏、四川等地供奉他不用猪肉，而用牛肉代之，稱作「齋玄壇」:8。
清朝时民间以三月十五为赵公明诞辰，但也有许多地方以正月初二为其诞辰，当天天没亮就要放鞭炮请财神到家:8。
清末齊魯一帶，每逢正月初五真君下凡日，清寒子弟多以玄壇真君畫像送往富家門第，高聲吟唱打油詩：「財神初五下天臺，富人窮人皆發財，趕早起來搶路頭，金銀財寶進家來。」以期富者之獎賞。清朝有蔡雲寫了〈竹枝詞〉記此事：「五日財源五日求，一年心願一時酬。提防別處迎神早，隔夜匆匆搶路頭。」

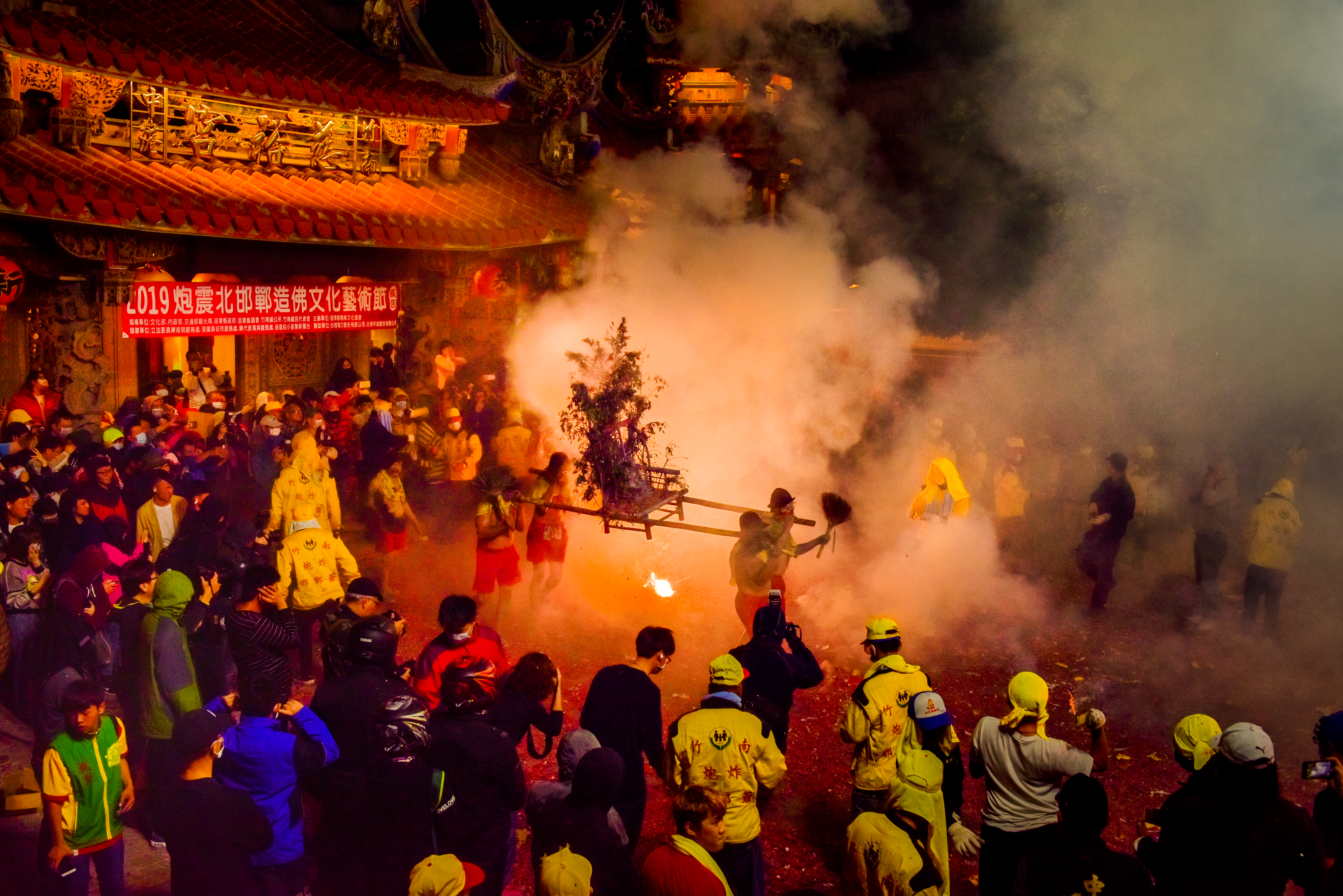
竹南炸邯鄲

台灣閩南語中，玄壇真君被尊稱為「玄壇爺」（白話字、台羅：hân-tan-iâ，白字俗寫「寒單爺」、「韓丹爺」、「邯鄲爺」、「銀主公王」等）。臺灣人相傳「玄壇爺」懼冷。每年農曆正月，臺灣有些廟宇就會舉辦「炸玄壇」的活動，大多數是請壯碩男子打赤膊，手持樹枝，扮演赵公明的模樣。隨著性別平權的觀念興起，少數地方也有由女性擔任的寒單爺。而信眾即以鞭炮向他丟擲，以讓「玄壇爺」感到溫暖一些，並祈求「玄壇爺」的保佑，多在元宵節合併舉辦。

## 文學
在明代神魔小说《封神演義》中，武王克殷時，趙公明原是居於峨嵋山羅浮洞的截教道人，受殷商太師聞仲禮請，輔佐殷紂王，對抗周武王的勢力。書中趙公明身騎黑虎，手持九節金鞭，藝高術強，闡教的仙人及周軍的將領們都敵不過趙公明而接連敗陣，最後姜子牙請出陸壓道人以法術「釘頭七箭書」將趙詛咒致死。後姜太公封趙公明為「金龍如意正一龍虎玄壇真君」，負責迎祥納福，趙公明神通廣大，能呼風喚雨、驅雷役電、降妖除魔、避瘟消災，最重要的是能執掌眾生財運。部下四大神祇皆有招財進寶的法力，故稱五路財神，而趙公明為五路財神之首。
在書中，趙公明另有三位妹妹，人稱三霄娘娘，分别為赵雲霄、赵琼霄，以及赵碧霄，主要法宝乃金蛟剪、混元金斗，戰敗被殺，大戰之後被封為「感應隨世仙姑正神」（坑三姑娘），掌淨桶、生育。

## 玄壇廟

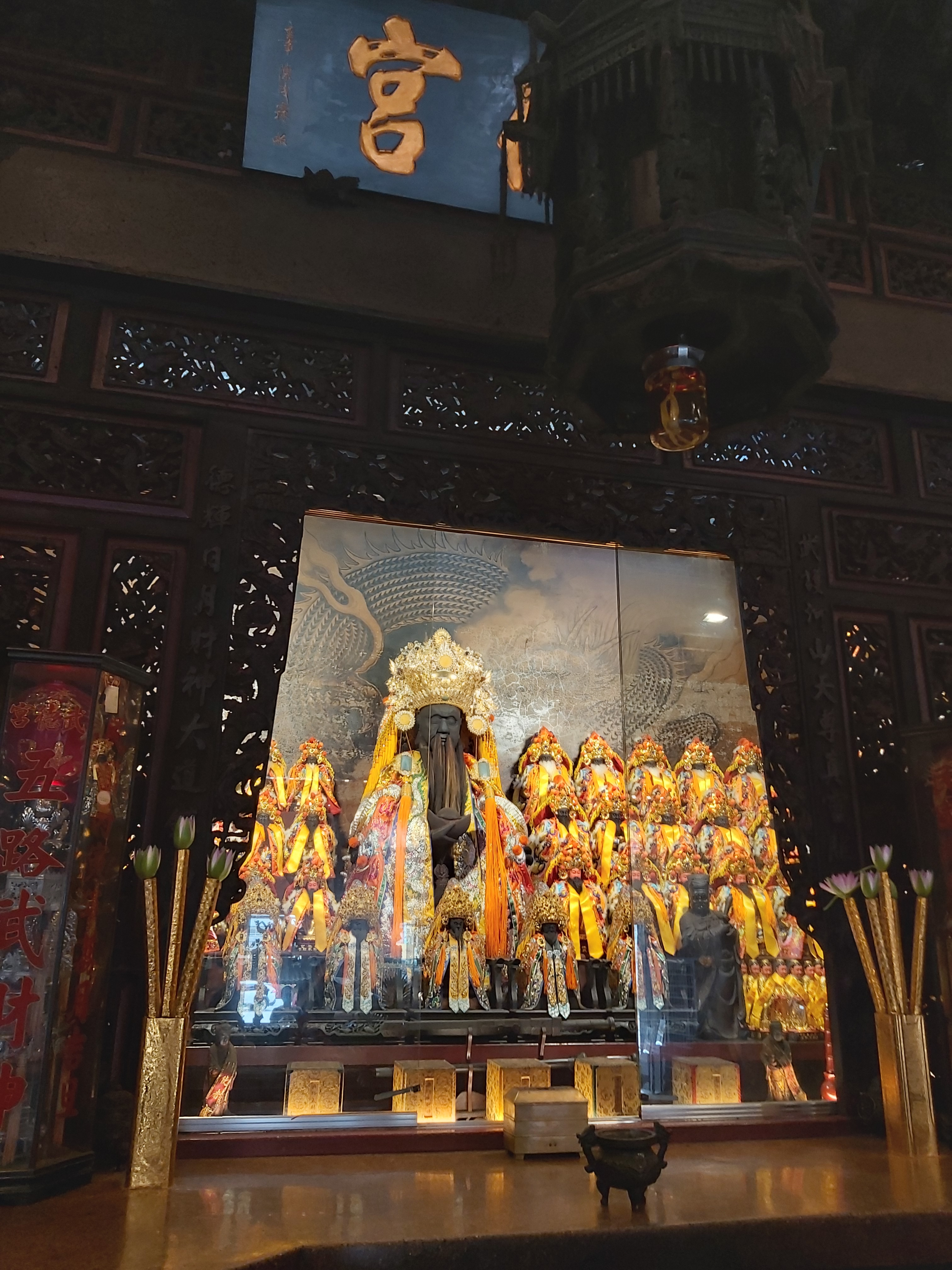
北港武德宮玄壇真君聖像

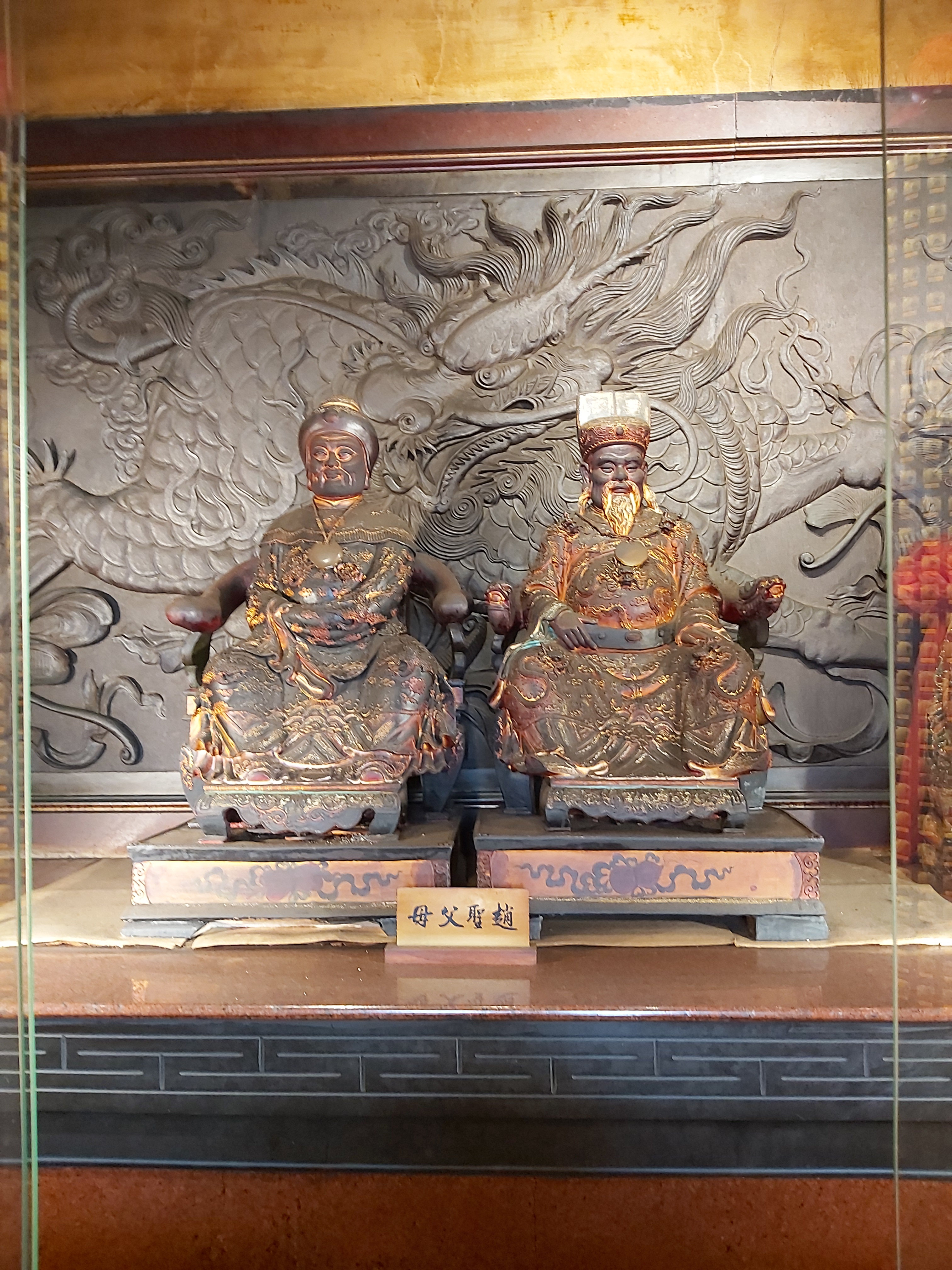
北港武德宮趙聖父母殿祀奉的趙公明聖父母像

在中华文化圈许多地方都有玄壇廟或财神庙供奉趙公明。成都趙公祖廟始建于晋代，位于都江堰市玉堂街道趙公山，因号称为其羽化升天之地，被视为趙公明的祖庭。
香港新界元朗有玄關二帝廟，为香港一級歷史建築，廟內供奉玄天上帝及關帝、同祀觀音菩薩、玄壇真君。
臺灣雲林縣北港武德宮为臺灣第一間「五路財神」開基祖廟，主祀中路財神玄壇真君趙公明及其餘四路財神，為規模最大、香火最盛的財神廟之一。新北市石碇區有石碇財神廟，供奉玄壇真君等五路財神、虎爺、五營元帥等。位于臺中市的臺中廣天宮是一座主要祭祀五路財神的廟宇。南投縣草屯敦和宮主奉財神玄壇真君，有全球最大的銅製162尺趙天君財神爺像。桃園市蘆竹五福宮主祀玄壇元帥，为直轄市定古蹟，也是是桃園市最古老的寺廟，已有三百多年歷史。还有高雄市高雄天軍殿主祀玄壇真君趙元帥，是當地澎湖移民的信仰中心。

## 外部連結
- 趙天君財神爺傳略 （页面存档备份，存于）
- 文化部文化資產局—炮炸肉身寒單爺活動 （页面存档备份，存于）